# مستأجر من الباطن
المستأجر من الباطن هو أي شخص يستخدم مسكنًا أو معملًا أو ممتلكات منقولة بعد إبرام عقد أجار مع المستأجر الرئيس. تسمى علاقة التعاقد بين المستأجر من الباطن والمستأجر الرئيس هذه بالإيجار من الباطن.